# Spin Crossover

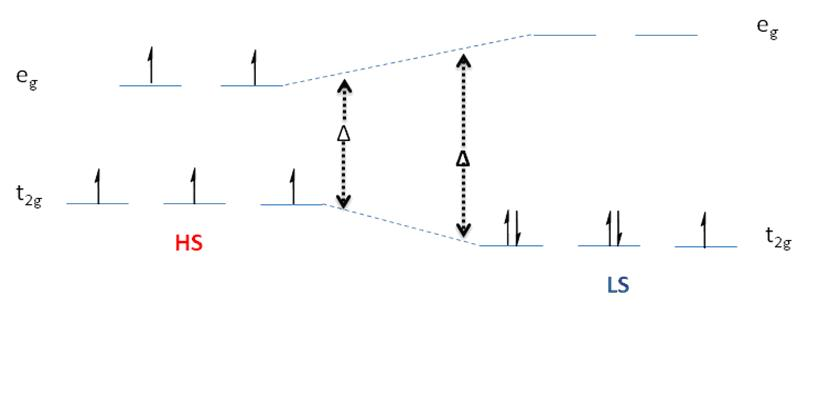
Diagramm zur Illustration der Abhängigkeit des high-spin (HS) oder low-spin (LS) Zustands von der Ligandenfeldaufspaltung Δ_{O} im oktaedrischen Ligandenfeld und die dazugehörige Elektronenkonfiguration.

Als Spin Crossover wird der Übergang zwischen zwei (meta)-stabilen Zuständen bezeichnet, wobei einer der Zustände eine niedrigere Multiplizität (Low-Spin, wenig ungepaarte Elektronen) und der andere eine höhere Multiplizität (High-Spin, viele ungepaarte Elektronen) besitzt.
Für Elemente mit der Elektronenkonfiguration d4 − d7 gibt es zur Elektronenverteilung auf die Orbitale jeweils zwei Möglichkeiten. Entweder man füllt alle d-Orbitale zunächst entsprechend der Hund´schen Regel mit je einem Elektron desselben Spins auf und verteilt anschließend die verbleibenden mit entgegengesetztem Spin auf die energetisch niedrigsten Orbitale auf. Oder man füllt zunächst nur die durch die energetische Aufspaltung (Ligandenfeldtheorie) niedrigeren d-Orbitale mit gepaarten Elektronen auf und verteilt die verbleibenden dann auf die energetisch höheren d-Orbitale. Der Zustand mit der größtmöglichen Anzahl an ungepaarten Elektronen wird High-Spin genannt, der mit der minimalen Anzahl an ungepaarten Elektronen Low-Spin. Die Änderung von Low-Spin zu High-Spin kann bei geeigneter Größe der Ligandenfeldaufspaltung Δ durch zuführen von Energie (z. B.: Wärme oder Druck) erreicht werden. Durch diese Änderung der elektronischen Molekülstruktur werden verschiedene physikalische Eigenschaften des betreffenden Materials verändert. Beispielsweise ändern sich das magnetische Verhalten, die Struktur und das optische Verhalten (Farbe, Brechungsindex) des Materials.

## Geschichte
Spin Crossover wurde erstmals 1931 von L. Cambi und L. Szegö beobachtet, als sie die anomalen magnetischen Eigenschaften von Tris-(N,N-dialkyldithiocarbamato)-Eisen(III)-Komplexen unter verschiedenen Bedingungen untersuchten. Die Arbeiten zu diesem Phänomen wurden von Linus Pauling und Mitarbeitern mit magnetischen Untersuchungen an verschiedenen Häm-Derivaten von Eisen(II)- und Eisen(III)-Komplexen weiterverfolgt. Sie bemerkten, dass der Spin-Zustand dieser Komplexe empfindlich von der Art ihrer axialen Liganden abhängt. Orgel schlug später im Rahmen der Kristallfeldtheorie ein mögliches Gleichgewicht der Spin-Zustände als eine Erklärung für das anomale magnetische Verhalten vor.
In den 1960er Jahren wurde über den ersten Cobalt(II)-Spin Crossover-Komplex durch Busch und Mitarbeiter berichtet. Infolgedessen kamen die bahnbrechenden Untersuchungen von König und Madeja im Jahr 1967, als diese umfangreiche magnetische und Mößbauer-spektroskopische Untersuchungen an Eisen(II)-Komplexen durchführten und die Art des Spinübergangs erstmals richtig deuteten.
Die rasante Zunahme des Interesses am Spin Crossover-Phänomen hat seit jener Zeit zu einem besseren Verständnis von Metall-Komplexen und der Ligandenfeldtheorie geführt. Weiterhin sind Spin Crossover-Komplexe vielversprechende Materialien, um zukünftig für die Fabrikation von Schaltern, Datenspeichern, Sensoren oder optischen Anzeigen auf molekularer Basis zu dienen.

## Nachweisverfahren
Die wichtigsten Folgen des Spin Crossover sind die Veränderungen der Metall-Ligand-Bindungslängen durch die Besetzung der eg-Orbitale, die einen leicht antibindenden Charakter haben (Molekülorbitaltheorie) und die Veränderungen der magnetischen Eigenschaften des Komplexes.
Röntgenkristallographie wird verwendet, um die Bindungsabstände zwischen dem Metall und den Liganden zu messen und so einen Einblick in den Spin-Zustand des Komplexes zu ermöglichen.
Die wichtigste Technik zur Charakterisierung von Spinübergängen ist jedoch die Messung der magnetischen Suszeptibilität als Funktion der Temperatur bzw. die Beobachtung der sich verändernden optischen Eigenschaften als Funktion der Temperatur (SQUID). 
Es können aber auch andere Analysemethoden wie Mößbauerspektroskopie, NMR-, IR- , UV/VIS- und Raman-Spektroskopie verwendet werden. 